# Нова хвиля (фільм)
«Нова хвиля» (фр. Nouvelle Vague) — франко-швейцарський фільм режисера Жана-Люка Годара, вийшов у прокат 23 травня 1990 року. Фільм показує взаємини вищого суспільства із найманими робітниками.

## Сюжет
Багата і красива графиня Олена Торлато-Фавріні (Вона) збиває подорожуючого автостопом Роже (Він). Вона відвозить його у свій будинок на Женевському озері, влаштовує на роботу й робить своїм коханим. Роже Ленокс — тиха і мовчазна людина, повна протилежність її діяльному життю. Одного разу він каже: «Ви ніколи не зрозумієте, що на світі є інші люди, які думають, страждають. Ви стурбовані лише своїми справами!» Він їй швидко набридає, і вона топить його в озері. Пізніше з'являється Рішар Ленокс, такий же активний і енергійний, як і вона. Він замінює її у всіх справах. Вона каже, що він «украв у неї життя». Тож вона й не вміє плавати. Рішар Ленокс скидає її з човна, але в останній момент хапає за руку. Він забирає її з дому.

## Художній коментар
Годар стверджував, що дав Алену Делону роль «героїв Старого і Нового Завітів». Фронтальні плани, сцени природи, цитата з Божественної комедії нагадують фільми А. Тарковського. Книга Анни Редкліф «Таємниця Удольфського замку» (Les Evades des tenebres), що лежить у валізі Роже, відсилає до чоловіка Мері Шеллі Персі. Він також, як і головний герой, жив на Женевському озері і потонув у Лігурійському морі. Цикл гравюр Гойї «Лихоліття війни» Рішар міняє з арабом на картину «Маха оголена».

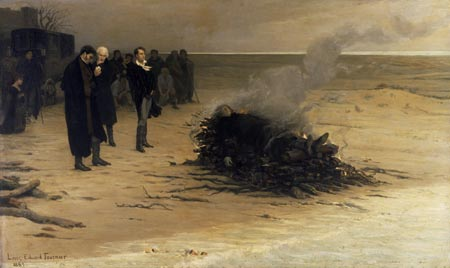
Похорон Персі Шеллі на картині Луї Фурньє

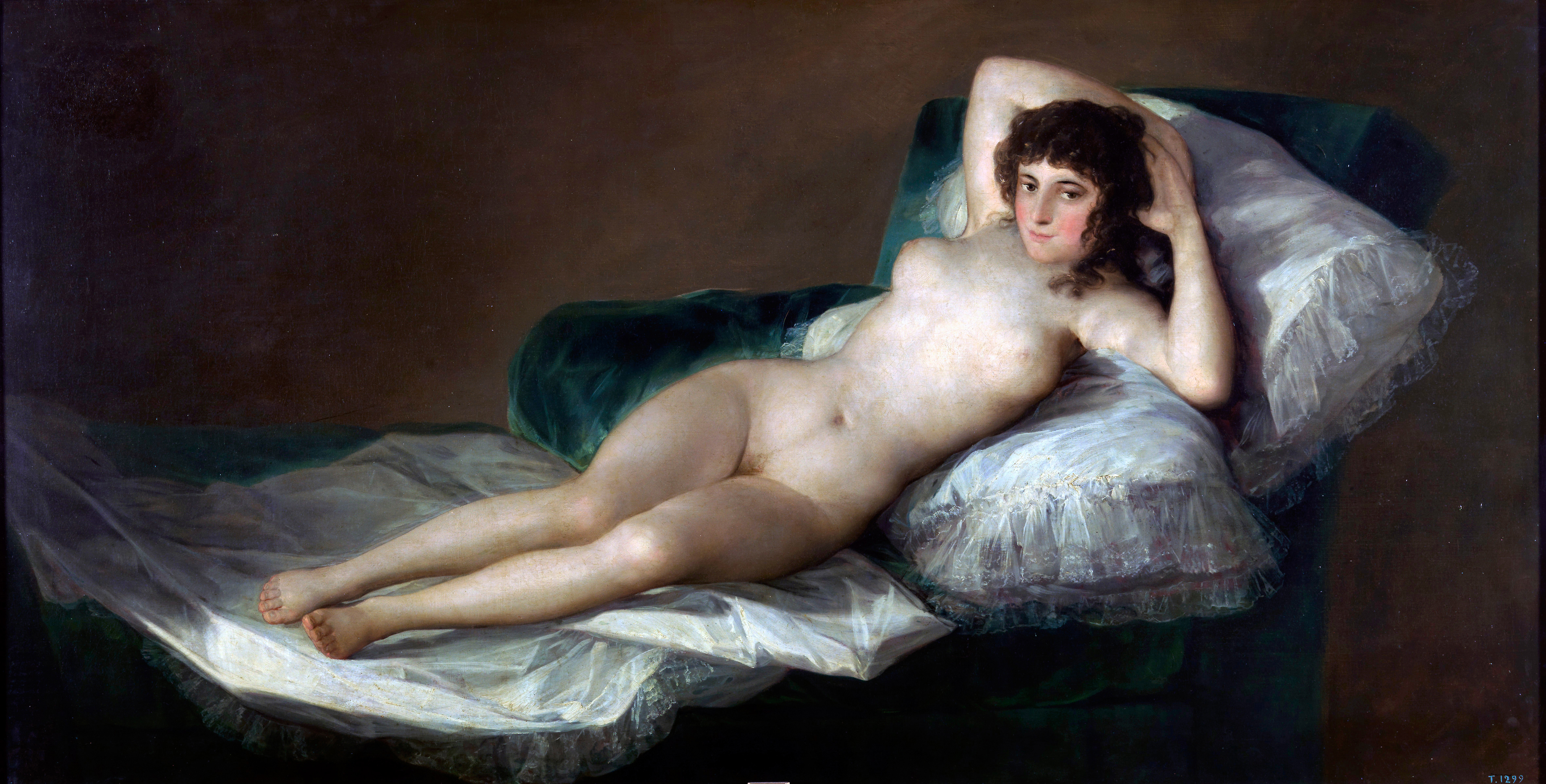
Маха оголена

_____________________________________________